# Darsalam (Poura)
Pour les articles homonymes, voir Darsalam.
Darsalam est une commune rurale située dans le département de Poura de la province des Balé dans la région de la Boucle du Mouhoun au Burkina Faso.